# 埃格爾塞巴赫河 (多瑙河支流)
48°42′55″N 10°49′39″E / 48.71534°N 10.82752°E

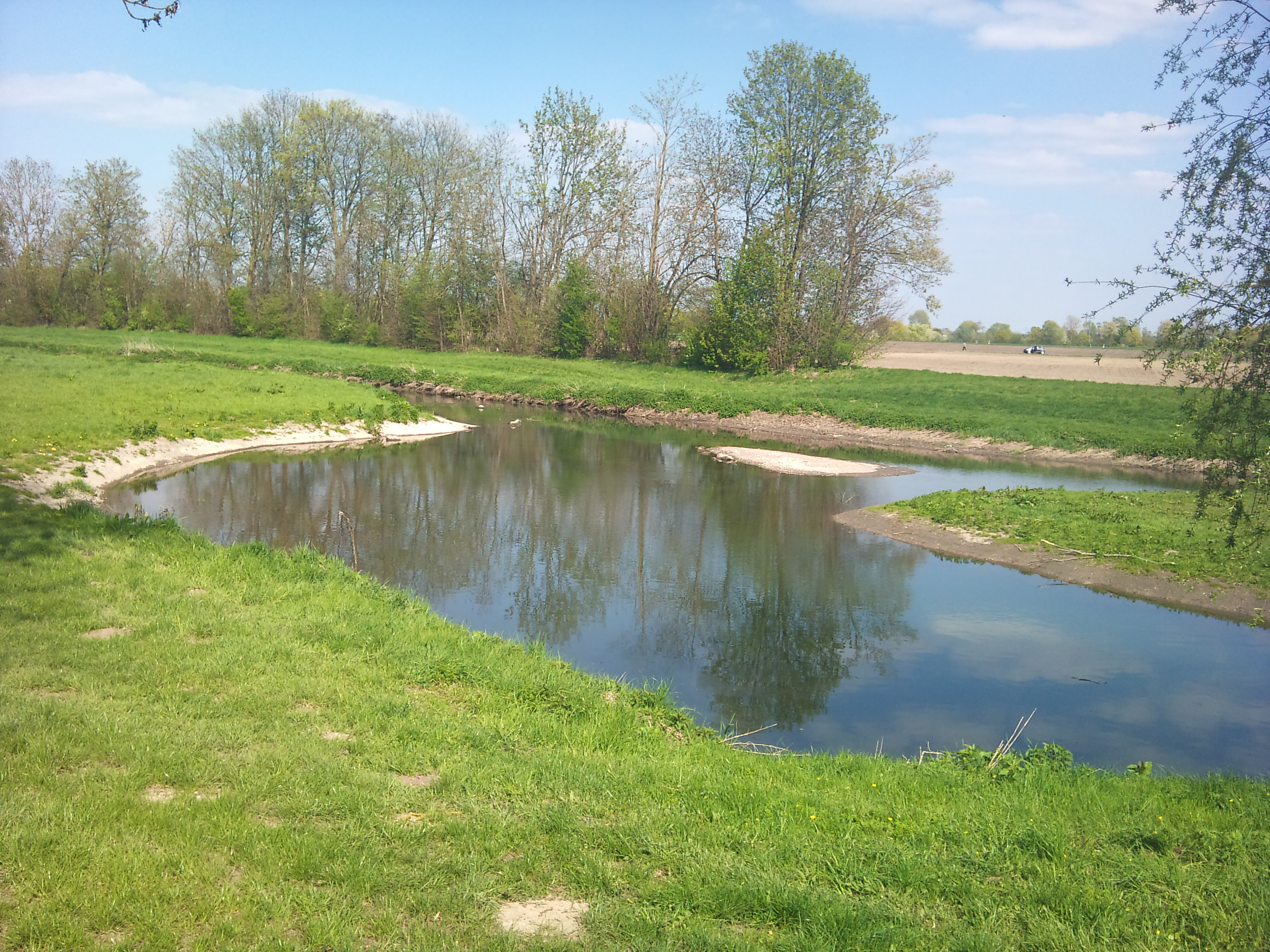

埃格爾塞巴赫河是德國的河流，位於該國東南部，由巴伐利亞負責管轄，屬於多瑙河的右支流，河道全長8.9公里，流域面積33.1平方公里。